# Kendall Marshall
Kendall Dewan Marshall (* 19. August 1991 in Dumfries, Virginia) ist ein ehemaliger US-amerikanischer Basketballspieler. Er stand zuletzt bei den Agua Caliente Clippers in der NBA G-League unter Vertrag. Während der College-Zeit besuchte er die University of North Carolina (UNC) und war für deren Basketballteam, die North Carolina Tar Heels, aktiv. Zu dieser Zeit wurde er bereits mit dem Bob Cousy Award ausgezeichnet, der jährlich an den besten Point Guard auf Collegeniveau vergeben wird.

## Karriere

### College

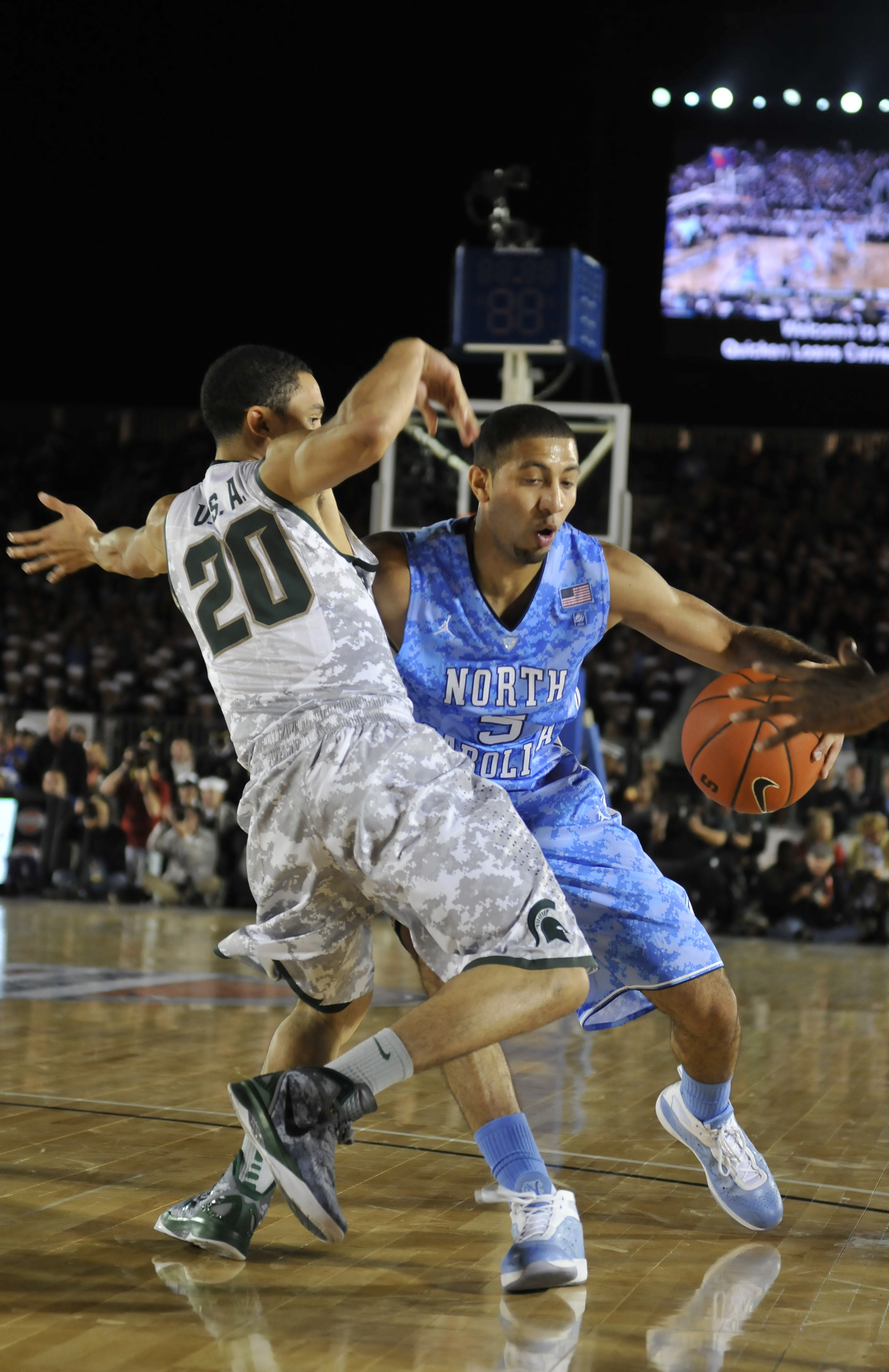
Marshall (5) im Dribbling gegen Travis Trice

Marshall besuchte die Bishop Denis J. O’Connell High School in Virginia, in der Nähe seines Heimatortes. Mit 19 wechselte allerdings er dann an die University of North Carolina und war fortan für die dort ansässigen North Carolina Tar Heels aktiv. Bereits in seiner Freshman-Saison konnte er sich nach einem halben Jahr den Platz in den Starting Five sichern, nachdem Teamkollege Larry Drew II das Team im Februar 2011 verlassen hatte.
Der Durchbruch gelang Marshall in der folgenden Sophomore-Saison. Er brach den hochschuleigenen Rekord für die meisten Assists in einer Saison, den er bis zum Ende dieser Spielzeit auf 351 erhöhte und somit sogar Rekordhalter der gesamten Atlantic Coast Conference wurde. Zudem war er mit einer Quote von 9,8 Assists pro Spiel landesweit auf Rang zwei.
Zum Ende der zweiten Saison in North Carolina zog sich Marshall nach einem Foul eine Kahnbeinfraktur an der rechten Hand zu. Bis zum Saisonende stand er nicht mehr auf dem Parkett. 
Für seine Leistungen in der Saison wurde er mit dem Bob Cousy Award für den besten Point Guard im Collegebasketball der Saison 2011/12 ausgezeichnet. Bis heute ist Marshall der einzige Spieler, der für die UNC zwei Spiele in einer Saison mit mehr als 15 Assists absolvierte.

### NBA
Am 29. März 2012 wurde bekannt, dass Marshall am NBA-Draft 2012 teilnehmen werde. Die Phoenix Suns wählten ihn an 13. Stelle aus, wobei er damit bereits der zweite Spieler von den Tar Heels in dieser Runde war, da Harrison Barnes bereits an Position sieben gedraftet wurde. Im Juli unterschrieb er einen auf zwei Jahre begrenzten Rookie-Vertrag bei den Suns. In der NBA Summer League gelang ihm fünf Tage nach Vertragsabschluss direkt ein Double-Double gegen die Memphis Grizzlies.
Im November 2012 wurde er im Spiel gegen Orlando Magic erstmals für wenige Minuten eingewechselt. Zum Ende des Monats ging es für ihn in die D-League zu den Bakersfield Jam, wo er bereits im ersten Spiel 21 Punkte erzielte und bereits drei Wochen später wieder zu den Suns zurückgerufen wurde.
Am 27. März 2013 stand er im Spiel gegen die Utah Jazz erstmals in den Starting Five. Am 25. Oktober 2013 wurde er zusammen mit Shannon Brown, Marcin Gortat und Malcolm Lee im Austausch gegen Emeka Okafor und einen Erstrunden-Draftpick zu den Washington Wizards transferiert, die ihn drei Tage später entließen. Nach seiner Entlassung wechselte Marshall in die Entwicklungsliga D-League zu den Delaware 87ers.
Am 19. Dezember 2013 unterschrieb Marshall einen Vertrag bei den Los Angeles Lakers. Die Lakers reagierten mit seiner Verpflichtung auf die Verletzungsmisere ihrer Point Guards und Kobe Bryant. Marshall entwickelte sich bei den Lakers zu einem soliden Spieler und wurde mit 8,8 Assists drittbester Passgeber der Saison 2013/14. Die Lakers entließen den Point Guard dennoch. Kurze Zeit später wurde er von den Milwaukee Bucks verpflichtet.
Im Februar 2015 wurde er nach Phoenix transferiert, dort allerdings sofort entlassen. Von 2015 bis 2016 stand er bei den Philadelphia 76ers unter Vertrag. Nach einer Saison bei den 76ers schloss er sich den Reno Bighorns an, dem „Farmteam“ der Sacramento Kings. In der Vorsaison 2017 absolvierte er ein Trainingscamp mit den Milwaukee Bucks, die ihn allerdings nicht verpflichteten.